# Mireditha
Mireditha là một chi bọ cánh cứng trong họ Chrysomelidae.
Chi này được miêu tả khoa học năm 1912 bởi Reitter.

## Các loài
Các loài trong chi này gồm:
- Mireditha cribrata Tan, 1981
- Mireditha flavomaculata Tang, 1992
- Mireditha intermedia Tang, 1992
- Mireditha vittata Tang, 1992